# Summer Sunshine
Summer Sunshine è un brano musicale del gruppo irlandese The Corrs, pubblicato nel 2004 come singolo estratto dall'album Borrowed Heaven.

## Tracce
1. Summer Sunshine
2. Summer Sunshine (Acoustic)

## Video
Il video del brano è stato diretto da Kevin Godley e girato a Londra.